# زياد المطيري
زياد المطيري (مواليد 30 أبريل 1992) هو لاعب كرة قدم سعودي .
كانت بداياته مع نادي الفيحاء و انتقل إلى نادي الفيصلي في عام 2012 و انتقل إلى نادي الحزم في عام 2015 و وقع مع نادي الكوكب السعودي في عام 2017 .

## وصلات خارجية
- زياد المطيري على موقع Soccerway.com (الإنجليزية)

- زياد المطيري